# Nancy Kwan
Nancy Kwan Ka-shen (en chino tradicional, 關家蒨; pinyin, Guān Jiāqiàn; jyutping, Gwaan1 Gaa1sin6, Hong Kong, nacida el 19 de mayo de 1939) es una actriz, filántropa y exbailarina china-estadounidense que contribuyó decisivamente a la aceptación de actores de ascendencia asiática en los principales papeles cinematográficos de Hollywood. 

## Biografía
Nancy nació en Hong Kong de un padre cantonés, el arquitecto Kwan Wing-hong, y una madre escocesa, la modelo Marquita Scott. Sus padres se divorciaron cuando ella tenía dos años de edad. Durante la invasión japonesa de Hong Kong, en diciembre de 1941, el padre de Kwan, que trabajaba para la inteligencia británica, huyó de la ciudad a pie junto a Nancy y su hermano, Ka-keung, y se escondieron al oeste de China. La familia regresó a Hong Kong al final de la Segunda Guerra Mundial. Kwan luego estudió en la Escuela Real de Ballet en Inglaterra, actuando en El Lago de los Cisnes y La Bella Durmiente en Covent Garden. Completó sus estudios con un certificado para enseñar ballet.
Mientras estaba en Inglaterra, el productor Ray Stark la descubrió. En el momento, los personajes de cine asiáticos, particularmente aquellos en papeles principales, eran interpretados a menudo por actores y actrices blancos, utilizando maquillaje para simular las características faciales asiáticas.
Sin embargo, a los 20 años, Kwan recibió el papel protagónico en la película The World of Suzie Wong.
Siguió su éxito con Flower Drum Song, y se convirtió en una de las actrices más de moda. Se convirtió en un icono de estilo para la firma Vidal Sassoon que la peinó en la película The Wild Affair. 
Pasó la década de 1960 protagonizando varias películas, como The Wrecking Crew y apareciendo en series televisivas como Hawaii Five-O. Durante este tiempo, vivía entre Estados Unidos y Europa.
Kwan se casó con el instructor de esquí austríaco Peter Pock y dio a luz un hijo, Bernhard Pock (Bernie), que murió a los 33 años en 1996 por SIDA. Kwan regresó a Hong Kong en 1972 para estar con su padre críticamente enfermo. Después de su muerte, se casó con el director-productor Norbert Meisel y regresó a los Estados Unidos.
Desde su regreso a los Estados Unidos en 1979, ha hecho apariciones como invitada en varias producciones televisivas, como Kung Fu, The A-Team y ER. Ha aparecido en anuncios comerciales de televisión desde 1990 y se convirtió otra vez en un nombre familiar después de aparecer en varios anuncios para los cosméticos Pearl Cream.
Hoy en día, es políticamente activa como portavoz de la Coalición de Votantes de Asia de América.

## Filmografía seleccionada
- The World of Suzie Wong (1960), con William Holden
- Flower Drum Song (1961)
- The Main Attraction (1962)
- Tamahine (1963)
- The Wild Affair (1963)
- Fate Is the Hunter (1964)
- Lt. Robin Crusoe, U.S.N. (1966)
- The Girl Who Knew Too Much (1969)
- The Wrecking Crew (1969), con Dean Martin y Elke Sommer
- The McMasters (1970)
- The Lady from Peking (1975)
- Night Creature (1977)
- Angkor: Cambodia Express (1982)
- Walking The Edge (1983)
- Noble House (1988)
- Miracle Landing (1990) (TV)
- Dragon: The Bruce Lee Story (1993)
- The Golden Girls (1995)
- Hollywood Chinese (2007)